# Durettechina beveridgei
Durettechina beveridgei ist ein parasitärer Spulwurm und einziger Vertreter der Gattung Durettechina. Er kommt im Darm von Breitfuß-Beutelmäusen in Australien vor. In der Namensgebung ehrte der Erstbeschreiber die Parasitologen Marie-Claude Durette-Desset und Ian Beveridge, der Namensteil echina von altgriechisch ἐχῖνος echinos, deutsch ‚Igel‘ nimmt auf den Dornenbesatz Bezug, den Terminus verwendete auch Alain Chabaud als Namensteil einiger anderer Gattungen der Seuratidae.

## Merkmale
Durettechina hat eine feine Ringelung und trägt am Vorderende zwei Paare doppelter submedianer Papillen und ein Paar Amphiden. Die dreieckige Mundöffnung ist ohne Lippen. Das Kopfende trägt vier Reihen mit 26 Haken, von denen die erste die größte ist. Der Hals hat eine Stachelreihe. Der übrige Körper ist 15 Hakrenreihen und zahlreichen Stachelreihen besetzt, welche bei Weibchen bis zum Hinterende, bei Männchen bis zur Kloake reichen. Diese Bildungen nehmen nach hinten an Größe ab, bei Männchen erhalten sie im hinteren Bereich an der Unterseite ein schuppenförmiges Aussehen. Der Ösophagus ist kurz, einfach gebaut und keulenförmig und wird im Kopfbereich vom Nervenring umgeben. Die Deiriden sind einfach konischund liegen auf Höhe der vierten Halshakenreihe. Spicula der Männchen sind gleich lang und von ähnlicher Gestalt. Die Vulva liegt vor der Körpermitte, die Vagina zieht nach vorn. Das weibliche Geschlechtssystem ist unpaar (monodelphisch).
Männchen von Durettechina beveridgei sind im Mittel 2,8 mm lang und 0,19 mm dick. Der Kopf ist 135 µm lang und 125 µm dick. Der Ösophagus ist 385 µm lang. Der Nervenring liegt 68 µm, die Deiriden 90 µm hinter dem Vorderende. Die Spicula sind 705 µm lang. Von den acht Paaren Kaudalpapillen liegen zwei Paare bauchseitig hinter der Kloake, ein Paar seitlich davor, ein Paar seitlich der Kloake. Ein großes Paar reicht in die Kaudalflügel, drei Paare liegen mit den Phasmiden nahe der Schwanzspitze. Der Schwanz ist 110 µm lang.
Weibchen sind 4,65 mm lang und etwa 0,29 mm dick. Der Kopf ist 85 µm lang und 115 µm breit. Der Ösophagus ist 475 µm lang. Nervenring und Ausscheidungspore konnte der Erstbeschreiber nicht ausmachen. Die Deiriden liegen 120 µm hinter dem Vorderende, die Vulva 1,7 mm hinter dem Vorderende. Die Vagina ist etwa 270 µm lang. Die Schwanzlänge beträgt etwa 100 µm, Die Eier sind in der Vagina 33 × 40 µm groß.